# Eleccions presidencials de Mongòlia de 2005
Les eleccions presidencials de Mongòlia de 2005 van ser unes eleccions presidencials que es van celebrar el 22 de maig de 2005 a Mongòlia. El resultat va ser la victòria de Nambaryn Enkhbayar, del Partit Revolucionari del Poble de Mongòlia (actualment conegut com Partit del Poble de Mongòlia), que va obtenir més de la meitat dels vots.

## Context
En les eleccions presidencials de 1997 va ser elegit president el president del Partit Revolucionari del Poble de Mongòlia, Natsagiin Bagabandi. Va ser reelegit en 2001, però la limitació de mandats li va impedir tornar a presentar-se en 2005. Després de les eleccions legislatives de 2004, el Partit Revolucionari del Poble de Mongòlia i el Partit Democràtic es van veure obligats a formar un govern de coalició després d'un resultat molt ajustat.

## Candidats
Quatre candidats es van presentar en aquestes eleccions presidencials. El candidat del Partit Revolucionari del Poble de Mongòlia (PRPM) era l'ex primer ministre i actual president del Parlament de Mongòlia, Nambaryn Enkhbayar. Enkhbayar havia estat president del PRPM des de 1997 i se'l considerava el clar favorit en les eleccions. Va afirmar que augmentaria la inversió estrangera i continuaria liberalitzant l'economia per a intentar atallar la pobresa a Mongòlia.
El seu principal rival era Mendsaikhany Enkhsaikhan, del Partit Democràtic. Va aconseguir el suport dels anticomunistes i va advocar per abaixar els impostos a les empreses i concedir subsidis a les famílies més pobres. No obstant això, es va veure perjudicat per les divisions dins del partit Demòcrata.
Els altres dos candidats eren Bazarsad Jargalsaikhan, del Partit Republicà de Mongòlia, i Badarchiin Erdenebat, del Partit de la Pàtria. Jargalsaikhan era una de les persones més riques de Mongòlia i va dir que podria posar en pràctica les seves habilitats empresarials com a president. Erdenebat va demanar que se celebrés un referèndum per a augmentar els poders del president.

## Resultats
El resultat va ser la victòria de Nambaryn Enkhbayar, del Partit Revolucionari del Poble de Mongòlia, que va obtenir més de la meitat dels vots. Després de l'anunci dels resultats, Enkhsaikhan va trucar a Enkhbayar per a felicitar-lo per la seva victòria i van parlar de treballar junts. Enkhbayar va ser investit president el 24 de juny i va prometre complir les promeses que havia fet durant la campanya.